# Jiříkov-Filipov (železniční zastávka)
Jiříkov-Filipov je železniční zastávka, dříve též nákladiště, v jihovýchodní části města Jiříkov. Leží v km 96,557 železniční trati Rumburk–Ebersbach mezi stanicemi Rumburk a Jiříkov.

## Historie
Nákladiště s názvem Gersdorf bylo zřízeno v roce 1873, tedy současně se zprovozněním tratě z Rumburku do Ebersbachu. V roce 1895 bylo nákladiště rozšířeno o zastávku a přejmenovalo se na Georgswalde-Philippsdorf. Název Jiříkov-Filipov se používá od roku 1945.

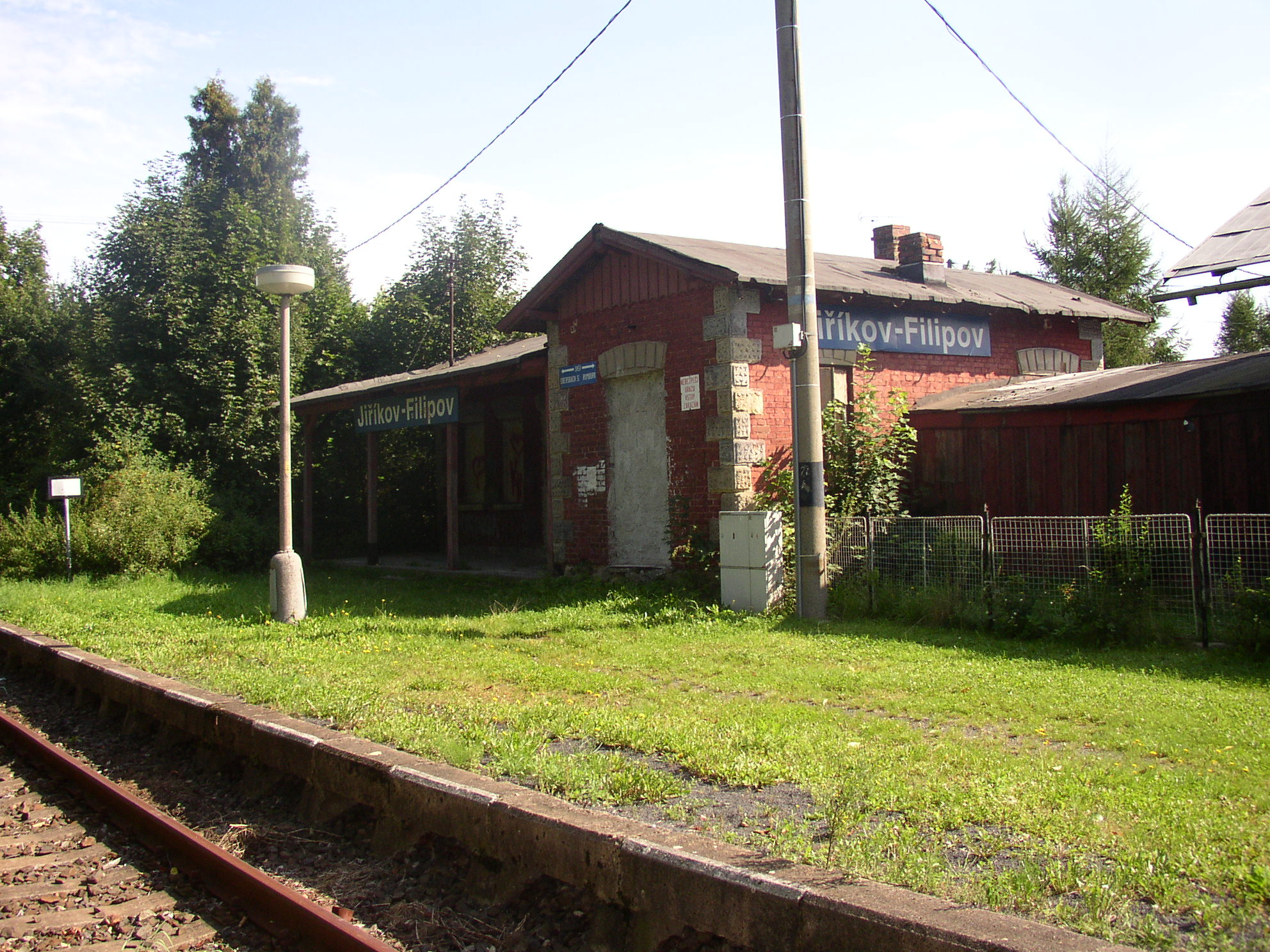
Budova zastávky v roce 2011

Pravidelné osobní vlaky mezi Rumburkem a Ebersbachem byly vedeny naposledny v jízdním řádu 2009/2010 (tj. do 11. prosince 2010). Tyto spoje provozované jen o víkendech zastavovaly i v zastávce Jiříkov-Filipov. V roce 2021 byla zbourána budova zastávky.

## Popis zastávky
Zastávka ležící na jednokolejné trati je vybavena jednostranným vnějším nástupištěm o délce 52 m (v roce 2005 uváděno 34 m) a s nástupní hranou ve výšce 300 mm nad temenem kolejnice.
U zastávky se v km 96,543 nachází přejezd P3283, který je vybaven světelným přejezdovým zabezpečovacím zařízením (PZZ) typu PZS ARE bez závor. Ještě v roce 2005 byla úroveň zabezpečení přejezdu stejná, ale přejezd byl vybaven PZZ typu VÚŽ s přejezdníky.